# Aspilota vector
Aspilota vector är en stekelart som beskrevs av Sergey A. Belokobylskij 2007. Aspilota vector ingår i släktet Aspilota och familjen bracksteklar. Inga underarter finns listade.